# 7 Zwerge – Der Wald ist nicht genug
7 Zwerge - Der Wald ist nicht genug is een Duitse komische film uit 2006 in een regie van Sven Unterwaldt. De film is een vervolg van 7 Zwerge - Männer allein im Wald.  De film is grotendeels gebaseerd op Repelsteeltje en personages uit Sneeuwwitje en de zeven dwergen.

## Verhaal
Bubi achtervolgt stiekem een afstotend wezen en ziet hoe het rond het vuur danst en daarbij een lied zingt met daarin zijn echte naam.
In het kasteel krijgt Sneeuwwitje - ondertussen moeder - bezoek van de Kwaadaardige. Hij sloot een contract met een van haar wachters waardoor het kind van hem is. Ze komen tot een consensus: als iemand binnen de 48 uur de echte naam van de Kwaadaardige achterhaalt, blijft het kind bij haar.
Sneeuwwitje gaat de dwergen opzoeken, maar enkel Bubi woont nog in het huisje. Volgens Bubi was Sneeuwwitje eerder bij hen: ze raadde de dwergen aan om werk te zoeken. Zelf herinnert ze hiervan niets. Sneeuwwitje vraagt Bubi om de andere dwergen op te sporen en om op zoek te gaan naar de echte naam van de Kwaadaardige.
De dwergen zijn van mening dat enkel "De Wijze Grijze" hen kan helpen. Daarvoor moeten ze via de magische spiegel reizen naar een andere wereld: het hedendaagse Duitsland.
De Kwaadaardige blijkt bij een heks - en tevens de voormalige koningin - in therapie te zijn. Ze heeft de naam van de Kwaadaardige opgeschreven en bewaard in haar toverboek: Rumpelstilzchen. Uit wraak stuurt de heks de Kwaadaardige ook naar de andere wereld waar hij tevergeefs de dwergen tracht te boycotten. Ook wordt duidelijk dat de Kwaadaardige een gedaanteverwisselaar is.
De dwergen vinden De Grijze Wijze in een viskraam. Hij kent de Kwaadaardige wel, maar niet zijn naam. Wel weet hij dat de dwergen wellicht bij het peperkoekenhuisje moeten zijn. Daarop keren de dwergen terug naar hun eigen wereld.
Via een list komen de dwergen in het bezit van een enveloppe met daarin de naam van de Kwaadaardige, doch dat is niet de correcte waardoor de dwergen denken dat hij Vrouw Holle noemt. De dwergen beseffen dan dat destijds niet Sneeuwwitje, maar de Kwaadaardige hen opzocht.
Uiteindelijk zegt Bubi dat de echte naam "Rumpelstilzchen" is. Dit wist hij trouwens al vanaf het begin van de film. Hij heeft dit diverse keren willen zeggen, maar niemand liet hem uitspreken.

## Verwijzingen naar andere media
- De scène aan het station waar de dwergen op zoek zijn naar een manier om terug in hun sprookjeswereld te belanden, is een verwijzing naar Harry Potter en de Steen der Wijzen.
- Verwijzingen naar In de ban van de Ring:
  - De Grijze Wijze is een verwijzing naar Gandalf
  - De baby wordt omschreven als "precious", een verwijzing naar de ene ring.
  - Rumpelstilzchen heeft eenzelfde psychische stoornis als Gollem
- De titel verwijst naar de James Bond-film The World Is Not Enough.
- Er zijn verwijzingen naar Roodkapje, Pinokkio, Hans en Grietje , Repelsteeltje en Vrouw Holle.

## Rolverdeling
| Acteur              | Personage                     |
| ------------------- | ----------------------------- |
| Otto Waalkes        | Bubi                          |
| Mirco Nontschew     | Tschakko                      |
| Gustav Peter Wöhler | Cookie                        |
| Martin Schneider    | Speedy                        |
| Boris Aljinovic     | Cloudy                        |
| Ralf Schmitz        | Sunny                         |
| Norbert Heisterkamp | Ralfie                        |
| Cosma Shiva Hagen   | Sneeuwwitje                   |
| Hans Werner Olm     | Spliss                        |
| Nina Hagen          | heks                          |
| Heinz Hoenig        | koning Brummboss              |
| Christian Tramitz   | jager                         |
| Rüdiger Hoffmann    | geest van de magische spiegel |
| Helge Schneider     | Wijze Grijze                  |
| Olli Dittrich       | Pinokkio                      |

## Trivia
- Markus Majowski kon zijn rol als Coockie niet hernemen.
- Ook Mirja du Mont hernam haar rol als Roodkapje niet. Zij werd vervangen door Mavie Hörbiger.